# دالة (برمجة)
الدالة أو الروتين الفرعي في علم الحاسوب هو جزء من نص البرنامج مخصوص بعمل معين من الأعمال التي تؤدى بالبرنامج.